# Liste des championnes de tennis vainqueurs en Grand Chelem en simple
Cet article liste l'ensemble des championnes de tennis vainqueurs en Grand Chelem en simple dames dans les quatre tournois majeurs.
Remarques
- Wimbledon se joue depuis 1877, 1884 pour les dames, toujours sur herbe.
- L'US Open se joue depuis 1881, 1887 pour les dames, d'abord sur herbe jusqu'en 1974, puis sur terre battue (verte, Har-tru) entre 1975 et 1977 puis sur dur (Decoturf) depuis 1978.
- L'Open d'Australie se joue depuis 1905, 1922 pour les dames, d'abord sur herbe jusqu'en 1987, puis sur dur (Rebound Ace puis Plexicushion depuis 2008).
- Roland-Garros se joue depuis 1891, 1897 pour les dames, toujours sur terre battue. Avant 1925, le tournoi est réservé aux joueuses Françaises ou étrangères, uniquement licenciées en France, et n'a donc pas le statut de Grand Chelem[1].
- L'ère Open commence en 1968 et en 1969 pour l'Open d'Australie.

Abréviations utilisées : O.A. (Open d'Australie), R-G. (Roland-Garros), WIM (Wimbledon), U.S.O. (U.S Open), GC (Grand Chelem).

## Vainqueurs par année
| Grand Chelem | 4 titres la même année                                                          | 4 titres la même année                                                          |
| Petit Chelem | 3 titres à la suite                                                             | 3 titres non consécutifs                                                        |
| Deux victoires la même année | 2 titres à la suite                                                             | 2 titres non consécutifs                                                        |
| Championnat de France | De 1897 à 1924, le tournoi n'est pas considéré comme un tournoi du Grand Chelem | De 1897 à 1924, le tournoi n'est pas considéré comme un tournoi du Grand Chelem |
| (x/y) pour chaque joueuse désigne : x : le rang chronologique ; y : le nombre total de tournois du Grand Chelem gagnés en gras, les joueuses en activité |                                                                                 |                                                                                 |

| Année        | Open d'Australie                                                                    | Roland-Garros                                 | Wimbledon                                     | US Open                       | Open d'Australie (en déc. de 1977 à 1985) |
| ------------ | ----------------------------------------------------------------------------------- | --------------------------------------------- | --------------------------------------------- | ----------------------------- | ----------------------------------------- |
| 1884         | Pas de tournoi                                                                      | Pas de tournoi                                | Maud Watson (1/2)                             | Pas de tournoi                |                                           |
| 1885         | Pas de tournoi                                                                      | Pas de tournoi                                | Maud Watson (2/2)                             | Pas de tournoi                |                                           |
| 1886         | Pas de tournoi                                                                      | Pas de tournoi                                | Blanche Bingley (1/6)                         | Pas de tournoi                |                                           |
| 1887         | Pas de tournoi                                                                      | Pas de tournoi                                | Lottie Dod (1/5)                              | Ellen Hansell (1/1)           |                                           |
| 1888         | Pas de tournoi                                                                      | Pas de tournoi                                | Lottie Dod (2/5)                              | Bertha Townsend (1/2)         |                                           |
| 1889         | Pas de tournoi                                                                      | Pas de tournoi                                | Blanche Bingley (2/6)                         | Bertha Townsend (2/2)         |                                           |
| 1890         | Pas de tournoi                                                                      | Pas de tournoi                                | Lena Rice (1/1)                               | Ellen Roosevelt (1/1)         |                                           |
| 1891         | Pas de tournoi                                                                      | Pas de tournoi                                | Lottie Dod (3/5)                              | Mabel Cahill (1/2)            |                                           |
| 1892         | Pas de tournoi                                                                      | Pas de tournoi                                | Lottie Dod (4/5)                              | Mabel Cahill (2/2)            |                                           |
| 1893         | Pas de tournoi                                                                      | Pas de tournoi                                | Lottie Dod (5/5)                              | Aline Terry (1/1)             |                                           |
| 1894         | Pas de tournoi                                                                      | Pas de tournoi                                | Blanche Bingley (3/6)                         | Helen Hellwig (1/1)           |                                           |
| 1895         | Pas de tournoi                                                                      | Pas de tournoi                                | Charlotte Cooper (1/5)                        | Juliette Atkinson (1/3)       |                                           |
| 1896         | Pas de tournoi                                                                      | Pas de tournoi                                | Charlotte Cooper (2/5)                        | Elisabeth Moore (1/4)         |                                           |
| 1897         | Pas de tournoi                                                                      | Adine Masson (1/5)                            | Blanche Bingley (4/6)                         | Juliette Atkinson (2/3)       |                                           |
| 1898         | Pas de tournoi                                                                      | Adine Masson (2/5)                            | Charlotte Cooper (3/5)                        | Juliette Atkinson (3/3)       |                                           |
| 1899         | Pas de tournoi                                                                      | Adine Masson (3/5)                            | Blanche Bingley (5/6)                         | Marion Jones (1/2)            |                                           |
| 1900         | Pas de tournoi                                                                      | Hélène Prévost (1/1)                          | Blanche Bingley (6/6)                         | Myrtle McAteer (1/1)          |                                           |
| 1901         | Pas de tournoi                                                                      | P. Girod (1/1)                                | Charlotte Cooper (4/5)                        | Elisabeth Moore (2/4)         |                                           |
| 1902         | Pas de tournoi                                                                      | Adine Masson (4/5)                            | Muriel Robb (1/1)                             | Marion Jones (2/2)            |                                           |
| 1903         | Pas de tournoi                                                                      | Adine Masson (5/5)                            | Dorothea Douglass (1/7)                       | Elisabeth Moore (3/4)         |                                           |
| 1904         | Pas de tournoi                                                                      | Kate Gillou Fenwick (1/4)                     | Dorothea Douglass (2/7)                       | May Sutton Bundy (1/3)        |                                           |
| 1905         | Pas de tournoi                                                                      | Kate Gillou Fenwick (2/4)                     | May Sutton Bundy (2/3)                        | Elisabeth Moore (4/4)         |                                           |
| 1906         | Pas de tournoi                                                                      | Kate Gillou Fenwick (3/4)                     | Dorothea Douglass (3/7)                       | Helen Homans (1/1)            |                                           |
| 1907         | Pas de tournoi                                                                      | Comtesse de Kermel (1/1)                      | May Sutton Bundy (3/3)                        | Evelyn Sears (1/1)            |                                           |
| 1908         | Pas de tournoi                                                                      | Kate Gillou Fenwick (4/4)                     | Charlotte Cooper (5/5)                        | Maud Barger Wallach (1/1)     |                                           |
| 1909         | Pas de tournoi                                                                      | Jeanne Matthey (1/4)                          | Dora Boothby (1/1)                            | Hazel Hotchkiss (1/4)         |                                           |
| 1910         | Pas de tournoi                                                                      | Jeanne Matthey (2/4)                          | Dorothea Douglass (4/7)                       | Hazel Hotchkiss (2/4)         |                                           |
| 1911         | Pas de tournoi                                                                      | Jeanne Matthey (3/4)                          | Dorothea Douglass (5/7)                       | Hazel Hotchkiss (3/4)         |                                           |
| 1912         | Pas de tournoi                                                                      | Jeanne Matthey (4/4)                          | Ethel Thomson (1/1)                           | Mary Kendall Browne (1/3)     |                                           |
| 1913         | Pas de tournoi                                                                      | Marguerite Broquedis (1/2)                    | Dorothea Douglass (6/7)                       | Mary Kendall Browne (2/3)     |                                           |
| 1914         | Pas de tournoi                                                                      | Marguerite Broquedis (2/2)                    | Dorothea Douglass (7/7)                       | Mary Kendall Browne (3/3)     |                                           |
| 1915         | Pas de compétition (Première Guerre mondiale)                                       | Pas de compétition (Première Guerre mondiale) | Pas de compétition (Première Guerre mondiale) | Molla Bjurstedt (1/8)         |                                           |
| 1916         | Pas de compétition (Première Guerre mondiale)                                       | Pas de compétition (Première Guerre mondiale) | Pas de compétition (Première Guerre mondiale) | Molla Bjurstedt (2/8)         |                                           |
| 1917         | Pas de compétition (Première Guerre mondiale)                                       | Pas de compétition (Première Guerre mondiale) | Pas de compétition (Première Guerre mondiale) | Molla Bjurstedt (3/8)         |                                           |
| 1918         | Pas de compétition (Première Guerre mondiale)                                       | Pas de compétition (Première Guerre mondiale) | Pas de compétition (Première Guerre mondiale) | Molla Bjurstedt (4/8)         |                                           |
| 1919         | Pas de compétition (Première Guerre mondiale)                                       | Pas de compétition (Première Guerre mondiale) | Suzanne Lenglen (1/12)                        | Hazel Hotchkiss (4/4)         |                                           |
| 1920         | Pas de tournoi                                                                      | Suzanne Lenglen (2/12)                        | Suzanne Lenglen (3/12)                        | Molla Bjurstedt-Mallory (5/8) |                                           |
| 1921         | Pas de tournoi                                                                      | Suzanne Lenglen (4/12)                        | Suzanne Lenglen (5/12)                        | Molla Bjurstedt-Mallory (6/8) |                                           |
| 1922         | Margaret Molesworth (1/2)                                                           | Suzanne Lenglen (6/12)                        | Suzanne Lenglen (7/12)                        | Molla Bjurstedt-Mallory (7/8) |                                           |
| 1923         | Margaret Molesworth (2/2)                                                           | Suzanne Lenglen (8/12)                        | Suzanne Lenglen (9/12)                        | Helen Wills (1/19)            |                                           |
| 1924         | Sylvia Lance Harper (1/1)                                                           | Julie Vlasto (1/1)                            | Kathleen McKane (1/2)                         | Helen Wills (2/19)            |                                           |
| 1925         | D. Akhurst Cozens (1/5)                                                             | Suzanne Lenglen (10/12)                       | Suzanne Lenglen (11/12)                       | Helen Wills (3/19)            |                                           |
| 1926         | D. Akhurst Cozens (2/5)                                                             | Suzanne Lenglen (12/12)                       | Kathleen McKane (2/2)                         | Molla Bjurstedt-Mallory (8/8) |                                           |
| 1927         | E. Boyd-Robertson (1/1)                                                             | Cornelia Bouman (1/1)                         | Helen Wills (4/19)                            | Helen Wills (5/19)            |                                           |
| 1928         | D. Akhurst Cozens (3/5)                                                             | Helen Wills (6/19)                            | Helen Wills (7/19)                            | Helen Wills (8/19)            |                                           |
| 1929         | D. Akhurst Cozens (4/5)                                                             | Helen Wills (9/19)                            | Helen Wills (10/19)                           | Helen Wills (11/19)           |                                           |
| 1930         | D. Akhurst Cozens (5/5)                                                             | Helen Wills (12/19)                           | Helen Wills (13/19)                           | Betty Nuthall (1/1)           |                                           |
| 1931         | Coral Buttsworth (1/2)                                                              | Cilly Aussem (1/2)                            | Cilly Aussem (2/2)                            | Helen Wills (14/19)           |                                           |
| 1932         | Coral Buttsworth (2/2)                                                              | Helen Wills (15/19)                           | Helen Wills (16/19)                           | Helen Hull Jacobs (1/5)       |                                           |
| 1933         | Joan Hartigan (1/3)                                                                 | Margaret Scriven (1/2)                        | Helen Wills (17/19)                           | Helen Hull Jacobs (2/5)       |                                           |
| 1934         | Joan Hartigan (2/3)                                                                 | Margaret Scriven (2/2)                        | D. Round Little (1/3)                         | Helen Hull Jacobs (3/5)       |                                           |
| 1935         | D. Round Little (2/3)                                                               | Hilde Sperling (1/3)                          | Helen Wills (18/19)                           | Helen Hull Jacobs (4/5)       |                                           |
| 1936         | Joan Hartigan (3/3)                                                                 | Hilde Sperling (2/3)                          | Helen Hull Jacobs (5/5)                       | Alice Marble (1/5)            |                                           |
| 1937         | Nancye Wynne Bolton (1/6)                                                           | Hilde Sperling (3/3)                          | D. Round Little (3/3)                         | Anita Lizana (1/1)            |                                           |
| 1938         | Dorothy Bundy (1/1)                                                                 | Simonne Mathieu (1/2)                         | Helen Wills (19/19)                           | Alice Marble (2/5)            |                                           |
| 1939         | Emily Hood Westacott (1/1)                                                          | Simonne Mathieu (2/2)                         | Alice Marble (3/5)                            | Alice Marble (4/5)            |                                           |
| 1940         | Nancye Wynne Bolton (2/6)                                                           | Pas de compétition (Seconde Guerre mondiale)  | Pas de compétition (Seconde Guerre mondiale)  | Alice Marble (5/5)            |                                           |
| 1941         | Pas de compétition (Seconde Guerre mondiale)                                        | Pas de compétition (Seconde Guerre mondiale)  | Pas de compétition (Seconde Guerre mondiale)  | Sarah Palfrey Cooke (1/2)     |                                           |
| 1942         | Pas de compétition (Seconde Guerre mondiale)                                        | Pas de compétition (Seconde Guerre mondiale)  | Pas de compétition (Seconde Guerre mondiale)  | Pauline Betz (1/5)            |                                           |
| 1943         | Pas de compétition (Seconde Guerre mondiale)                                        | Pas de compétition (Seconde Guerre mondiale)  | Pas de compétition (Seconde Guerre mondiale)  | Pauline Betz (2/5)            |                                           |
| 1944         | Pas de compétition (Seconde Guerre mondiale)                                        | Pas de compétition (Seconde Guerre mondiale)  | Pas de compétition (Seconde Guerre mondiale)  | Pauline Betz (3/5)            |                                           |
| 1945         | Pas de compétition (Seconde Guerre mondiale)                                        | Pas de compétition (Seconde Guerre mondiale)  | Pas de compétition (Seconde Guerre mondiale)  | Sarah Palfrey Cooke (2/2)     |                                           |
| 1946         | Nancye Wynne Bolton (3/6)                                                           | Margaret Osborne (1/6)                        | Pauline Betz (4/5)                            | Pauline Betz (5/5)            |                                           |
| 1947         | Nancye Wynne Bolton (4/6)                                                           | P. Canning Todd (1/1)                         | Margaret Osborne (2/6)                        | Louise Brough (1/6)           |                                           |
| 1948         | Nancye Wynne Bolton (5/6)                                                           | N. Adamson Landry (1/1)                       | Louise Brough (2/6)                           | Margaret Osborne (3/6)        |                                           |
| 1949         | Doris Hart (1/6)                                                                    | Margaret Osborne (4/6)                        | Louise Brough (3/6)                           | Margaret Osborne (5/6)        |                                           |
| 1950         | Louise Brough (4/6)                                                                 | Doris Hart (2/6)                              | Louise Brough (5/6)                           | Margaret Osborne (6/6)        |                                           |
| 1951         | Nancye Wynne Bolton (6/6)                                                           | Shirley Fry Irvin (1/4)                       | Doris Hart (3/6)                              | Maureen Connolly (1/9)        |                                           |
| 1952         | Thelma Coyne Long (1/2)                                                             | Doris Hart (4/6)                              | Maureen Connolly (2/9)                        | Maureen Connolly (3/9)        |                                           |
| 1953         | Maureen Connolly (4/9)                                                              | Maureen Connolly (5/9)                        | Maureen Connolly (6/9)                        | Maureen Connolly (7/9)        |                                           |
| 1954         | Thelma Coyne Long (2/2)                                                             | Maureen Connolly (8/9)                        | Maureen Connolly (9/9)                        | Doris Hart (5/6)              |                                           |
| 1955         | Beryl Penrose (1/1)                                                                 | Angela Mortimer (1/3)                         | Louise Brough (6/6)                           | Doris Hart (6/6)              |                                           |
| 1956         | Mary Carter Reitano (1/2)                                                           | Althea Gibson (1/5)                           | Shirley Fry Irvin (2/4)                       | Shirley Fry Irvin (3/4)       |                                           |
| 1957         | Shirley Fry Irvin (4/4)                                                             | S. Bloomer Brasher (1/1)                      | Althea Gibson (2/5)                           | Althea Gibson (3/5)           |                                           |
| 1958         | Angela Mortimer (2/3)                                                               | Zsuzsa Körmöczy (1/1)                         | Althea Gibson (4/5)                           | Althea Gibson (5/5)           |                                           |
| 1959         | Mary Carter Reitano (2/2)                                                           | Christine Truman (1/1)                        | Maria Bueno (1/7)                             | Maria Bueno (2/7)             |                                           |
| 1960         | M. Smith Court (1/24)                                                               | Darlene Hard (1/3)                            | Maria Bueno (3/7)                             | Darlene Hard (2/3)            |                                           |
| 1961         | M. Smith Court (2/24)                                                               | Ann Haydon-Jones (1/3)                        | Angela Mortimer (3/3)                         | Darlene Hard (3/3)            |                                           |
| 1962         | M. Smith Court (3/24)                                                               | M. Smith Court (4/24)                         | Karen Hantze (1/1)                            | M. Smith Court (5/24)         |                                           |
| 1963         | M. Smith Court (6/24)                                                               | Lesley Bowrey (1/2)                           | M. Smith Court (7/24)                         | Maria Bueno (4/7)             |                                           |
| 1964         | M. Smith Court (8/24)                                                               | M. Smith Court (9/24)                         | Maria Bueno (5/7)                             | Maria Bueno (6/7)             |                                           |
| 1965         | M. Smith Court (10/24)                                                              | Lesley Bowrey (2/2)                           | M. Smith Court (11/24)                        | M. Smith Court (12/24)        |                                           |
| 1966         | M. Smith Court (13/24)                                                              | Ann Haydon-Jones (2/3)                        | Billie Jean King (1/12)                       | Maria Bueno (7/7)             |                                           |
| 1967         | Nancy Richey (1/2)                                                                  | Françoise Dürr (1/1)                          | Billie Jean King (2/12)                       | Billie Jean King (3/12)       |                                           |
| 1968         | Billie Jean King (4/12)                                                             |                                               |                                               |                               |                                           |
| ↑ Ère Open ↑ |                                                                                     |                                               |                                               |                               |                                           |
| 1968         |                                                                                     | Nancy Richey (2/2)                            | Billie Jean King (5/12)                       | Virginia Wade (1/3)           |                                           |
| 1969         | M. Smith Court (14/24)                                                              | M. Smith Court (15/24)                        | Ann Haydon-Jones (3/3)                        | M. Smith Court (16/24)        |                                           |
| 1970         | M. Smith Court (17/24)                                                              | M. Smith Court (18/24)                        | M. Smith Court (19/24)                        | M. Smith Court (20/24)        |                                           |
| 1971         | M. Smith Court (21/24)                                                              | Evonne Goolagong (1/7)                        | Evonne Goolagong (2/7)                        | Billie Jean King (6/12)       |                                           |
| 1972         | Virginia Wade (2/3)                                                                 | Billie Jean King (7/12)                       | Billie Jean King (8/12)                       | Billie Jean King (9/12)       |                                           |
| 1973         | M. Smith Court (22/24)                                                              | M. Smith Court (23/24)                        | Billie Jean King (10/12)                      | M. Smith Court (24/24)        |                                           |
| 1974         | Evonne Goolagong (3/7)                                                              | Chris Evert (1/18)                            | Chris Evert (2/18)                            | Billie Jean King (11/12)      |                                           |
| 1975         | Evonne Goolagong (4/7)                                                              | Chris Evert (3/18)                            | Billie Jean King (12/12)                      | Chris Evert (4/18)            |                                           |
| 1976         | Evonne Goolagong (5/7)                                                              | Sue Barker (1/1)                              | Chris Evert (5/18)                            | Chris Evert (6/18)            |                                           |
| 1977         | Kerry Reid (1/1)                                                                    | Mima Jaušovec (1/1)                           | Virginia Wade (3/3)                           | Chris Evert (7/18)            | Evonne Goolagong (6/7)                    |
| 1978         | Tournoi disputé en décembre : il y a deux éditions en 1977, aucune édition en 1986. | Virginia Ruzici (1/1)                         | Martina Navrátilová(1/18)                     | Chris Evert (8/18)            | Chris O'Neil (1/1)                        |
| 1979         | Tournoi disputé en décembre : il y a deux éditions en 1977, aucune édition en 1986. | Chris Evert (9/18)                            | Martina Navrátilová (2/18)                    | Tracy Austin (1/2)            | Barbara Jordan (1/1)                      |
| 1980         | Tournoi disputé en décembre : il y a deux éditions en 1977, aucune édition en 1986. | Chris Evert (10/18)                           | Evonne Goolagong (7/7)                        | Chris Evert (11/18)           | Hana Mandlíková (1/4)                     |
| 1981         | Tournoi disputé en décembre : il y a deux éditions en 1977, aucune édition en 1986. | Hana Mandlíková (2/4)                         | Chris Evert (12/18)                           | Tracy Austin (2/2)            | Martina Navrátilová (3/18)                |
| 1982         | Tournoi disputé en décembre : il y a deux éditions en 1977, aucune édition en 1986. | Martina Navrátilová (4/18)                    | Martina Navrátilová (5/18)                    | Chris Evert (13/18)           | Chris Evert (14/18)                       |
| 1983         | Tournoi disputé en décembre : il y a deux éditions en 1977, aucune édition en 1986. | Chris Evert (15/18)                           | Martina Navrátilová (6/18)                    | Martina Navrátilová (7/18)    | Martina Navrátilová (8/18)                |
| 1984         | Tournoi disputé en décembre : il y a deux éditions en 1977, aucune édition en 1986. | Martina Navrátilová (9/18)                    | Martina Navrátilová (10/18)                   | Martina Navrátilová (11/18)   | Chris Evert (16/18)                       |
| 1985         | Tournoi disputé en décembre : il y a deux éditions en 1977, aucune édition en 1986. | Chris Evert (17/18)                           | Martina Navrátilová (12/18)                   | Hana Mandlíková (3/4)         | Martina Navrátilová (13/18)               |
| 1986         | Tournoi disputé en décembre : il y a deux éditions en 1977, aucune édition en 1986. | Chris Evert (18/18)                           | Martina Navrátilová (14/18)                   | Martina Navrátilová (15/18)   |                                           |
| 1987         | Hana Mandlíková (4/4)                                                               | Steffi Graf (1/22)                            | Martina Navrátilová (16/18)                   | Martina Navrátilová (17/18)   |                                           |
| 1988         | Steffi Graf (2/22)                                                                  | Steffi Graf (3/22)                            | Steffi Graf (4/22)                            | Steffi Graf (5/22)            |                                           |
| 1989         | Steffi Graf (6/22)                                                                  | Arantxa Sánchez (1/4)                         | Steffi Graf (7/22)                            | Steffi Graf (8/22)            |                                           |
| 1990         | Steffi Graf (9/22)                                                                  | Monica Seles (1/9)                            | Martina Navrátilová (18/18)                   | Gabriela Sabatini (1/1)       |                                           |
| 1991         | Monica Seles (2/9)                                                                  | Monica Seles (3/9)                            | Steffi Graf (10/22)                           | Monica Seles (4/9)            |                                           |
| 1992         | Monica Seles (5/9)                                                                  | Monica Seles (6/9)                            | Steffi Graf (11/22)                           | Monica Seles (7/9)            |                                           |
| 1993         | Monica Seles (8/9)                                                                  | Steffi Graf (12/22)                           | Steffi Graf (13/22)                           | Steffi Graf (14/22)           |                                           |
| 1994         | Steffi Graf (15/22)                                                                 | Arantxa Sánchez (2/4)                         | Conchita Martínez (1/1)                       | Arantxa Sánchez (3/4)         |                                           |
| 1995         | Mary Pierce (1/2)                                                                   | Steffi Graf (16/22)                           | Steffi Graf (17/22)                           | Steffi Graf (18/22)           |                                           |
| 1996         | Monica Seles (9/9)                                                                  | Steffi Graf (19/22)                           | Steffi Graf (20/22)                           | Steffi Graf (21/22)           |                                           |
| 1997         | Martina Hingis (1/5)                                                                | Iva Majoli (1/1)                              | Martina Hingis (2/5)                          | Martina Hingis (3/5)          |                                           |
| 1998         | Martina Hingis (4/5)                                                                | Arantxa Sánchez (4/4)                         | Jana Novotná (1/1)                            | Lindsay Davenport (1/3)       |                                           |
| 1999         | Martina Hingis (5/5)                                                                | Steffi Graf (22/22)                           | Lindsay Davenport (2/3)                       | Serena Williams (1/23)        |                                           |
| 2000         | Lindsay Davenport (3/3)                                                             | Mary Pierce (2/2)                             | Venus Williams (1/7)                          | Venus Williams (2/7)          |                                           |
| 2001         | Jennifer Capriati (1/3)                                                             | Jennifer Capriati (2/3)                       | Venus Williams (3/7)                          | Venus Williams (4/7)          |                                           |
| 2002         | Jennifer Capriati (3/3)                                                             | Serena Williams (2/23)                        | Serena Williams (3/23)                        | Serena Williams (4/23)        |                                           |
| 2003         | Serena Williams (5/23)                                                              | Justine Henin (1/7)                           | Serena Williams (6/23)                        | Justine Henin (2/7)           |                                           |
| 2004         | Justine Henin (3/7)                                                                 | Anastasia Myskina (1/1)                       | Maria Sharapova (1/5)                         | Svetlana Kuznetsova (1/2)     |                                           |
| 2005         | Serena Williams (7/23)                                                              | Justine Henin (4/7)                           | Venus Williams (5/7)                          | Kim Clijsters (1/4)           |                                           |
| 2006         | Amélie Mauresmo (1/2)                                                               | Justine Henin (5/7)                           | Amélie Mauresmo (2/2)                         | Maria Sharapova (2/5)         |                                           |
| 2007         | Serena Williams (8/23)                                                              | Justine Henin (6/7)                           | Venus Williams (6/7)                          | Justine Henin (7/7)           |                                           |
| 2008         | Maria Sharapova (3/5)                                                               | Ana Ivanović (1/1)                            | Venus Williams (7/7)                          | Serena Williams (9/23)        |                                           |
| 2009         | Serena Williams (10/23)                                                             | Svetlana Kuznetsova (2/2)                     | Serena Williams (11/23)                       | Kim Clijsters (2/4)           |                                           |
| 2010         | Serena Williams (12/23)                                                             | Francesca Schiavone (1/1)                     | Serena Williams (13/23)                       | Kim Clijsters (3/4)           |                                           |
| 2011         | Kim Clijsters (4/4)                                                                 | Li Na (1/2)                                   | Petra Kvitová (1/2)                           | Samantha Stosur (1/1)         |                                           |
| 2012         | Victoria Azarenka (1/2)                                                             | Maria Sharapova (4/5)                         | Serena Williams (14/23)                       | Serena Williams (15/23)       |                                           |
| 2013         | Victoria Azarenka (2/2)                                                             | Serena Williams (16/23)                       | Marion Bartoli (1/1)                          | Serena Williams (17/23)       |                                           |
| 2014         | Li Na (2/2)                                                                         | Maria Sharapova (5/5)                         | Petra Kvitová (2/2)                           | Serena Williams (18/23)       |                                           |
| 2015         | Serena Williams (19/23)                                                             | Serena Williams (20/23)                       | Serena Williams (21/23)                       | Flavia Pennetta (1/1)         |                                           |
| 2016         | Angelique Kerber (1/3)                                                              | Garbiñe Muguruza (1/2)                        | Serena Williams (22/23)                       | Angelique Kerber (2/3)        |                                           |
| 2017         | Serena Williams (23/23)                                                             | Jeļena Ostapenko (1/1)                        | Garbiñe Muguruza (2/2)                        | Sloane Stephens (1/1)         |                                           |
| 2018         | Caroline Wozniacki (1/1)                                                            | Simona Halep (1/2)                            | Angelique Kerber (3/3)                        | Naomi Osaka (1/4)             |                                           |
| 2019         | Naomi Osaka (2/4)                                                                   | Ashleigh Barty (1/3)                          | Simona Halep (2/2)                            | Bianca Andreescu (1/1)        |                                           |
| 2020         | Sofia Kenin (1/1)                                                                   | Iga Świątek (1/6)                             | Tournoi annulé                                | Naomi Osaka (3/4)             |                                           |
| 2021         | Naomi Osaka (4/4)                                                                   | B. Krejčíková (1/2)                           | Ashleigh Barty (2/3)                          | Emma Raducanu (1/1)           |                                           |
| 2022         | Ashleigh Barty (3/3)                                                                | Iga Świątek (2/6)                             | Elena Rybakina (1/1)                          | Iga Świątek (3/6)             |                                           |
| 2023         | Aryna Sabalenka (1/3)                                                               | Iga Świątek (4/6)                             | M. Vondroušová (1/1)                          | Coco Gauff (1/2)              |                                           |
| 2024         | Aryna Sabalenka (2/3)                                                               | Iga Świątek (5/6)                             | B. Krejčíková (2/2)                           | Aryna Sabalenka (3/3)         |                                           |
| 2025         | Madison Keys (1/1)                                                                  | Coco Gauff (2/2)                              | Iga Świątek (6/6)                             |                               |                                           |

## Vainqueurs par décennie

### Années 2020
| Iga Świątek 6                                                                   |
| Aryna Sabalenka 3                                                               |
| Naomi Osaka, Ashleigh Barty, Barbora Krejčíková, Coco Gauff 2                   |
| Sofia Kenin, Madison Keys, Emma Raducanu, Elena Rybakina, Markéta Vondroušová 1 |

### Années 2010
| Serena Williams 12 |
| Angelique Kerber 3 |
| Kim Clijsters, Victoria Azarenka, Li Na, Maria Sharapova, Petra Kvitová, Garbiñe Muguruza, Naomi Osaka, Simona Halep 2                                           |
| Francesca Schiavone, Samantha Stosur, Marion Bartoli, Flavia Pennetta, Jeļena Ostapenko, Sloane Stephens, Caroline Wozniacki, Ashleigh Barty, Bianca Andreescu 1 |

### Années 2000
| Serena Williams 10                                                |
| Justine Henin, Venus Williams 7                                   |
| Jennifer Capriati, Maria Sharapova 3                              |
| Kim Clijsters, Svetlana Kuznetsova, Amélie Mauresmo 2             |
| Lindsay Davenport, Ana Ivanović, Anastasia Myskina, Mary Pierce 1 |

### Années 1990
| Steffi Graf 14 |
| Monica Seles 9 |
| Martina Hingis 5 |
| Arantxa Sánchez 3                                                                                                   |
| Lindsay Davenport 2                                                                                                 |
| Iva Majoli, Conchita Martínez, Martina Navrátilová, Jana Novotná, Mary Pierce, Gabriela Sabatini, Serena Williams 1 |

### Années 1980
| Martina Navrátilová 15                            |
| Chris Evert 9                                     |
| Steffi Graf 8                                     |
| Hana Mandlíková 4                                 |
| Tracy Austin, Evonne Goolagong, Arantxa Sánchez 1 |

### Années 1970
| Chris Evert 9                                                                                        |
| Margaret Smith Court 8                                                                               |
| Billie Jean King 7                                                                                   |
| Evonne Goolagong 6                                                                                   |
| Martina Navrátilová, Virginia Wade 2                                                                 |
| Tracy Austin, Sue Barker, Mima Jaušovec, Barbara Jordan, Chris O'Neil, Kerry Reid, Virginia Ruzici 1 |

### Années 1960
| Margaret Smith Court 16                                        |
| Maria Bueno, Billie Jean King 5                                |
| Darlene Hard, Ann Haydon-Jones 3                               |
| Lesley Bowrey, Nancy Richey 2                                  |
| Françoise Dürr, Karen Hantze, Angela Mortimer, Virginia Wade 1 |

### Années 1950
| Maureen Connolly 9                                                                                                 |
| Doris Hart 6 |
| Althea Gibson 5 |
| Shirley Fry Irvin 4                                                                                                |
| Louise Brough Clapp 3                                                                                              |
| Maria Bueno, Thelma Coyne Long, Angela Mortimer, Mary Carter Reitano 2                                             |
| Nancye Wynne Bolton, Shirley Bloomer Brasher, Zsuzsa Körmöczy, Margaret Osborne, Beryl Penrose, Christine Truman 1 |

### Années 1940
| Pauline Betz, Margaret Osborne 5                          |
| Nancye Wynne Bolton 4                                     |
| Sarah Palfrey Cooke, Louise Brough Clapp 3                |
| Patricia Canning Todd, Nelly Adamson Landry, Doris Hart 1 |

### Années 1930
| Helen Wills 8                                                                                                  |
| Helen Hull Jacobs 5                                                                                            |
| Alice Marble 4                                                                                                 |
| Joan Hartigan Bathurst, Dorothy Round Little, Hilde Krahwinkel Sperling 3                                      |
| Cilly Aussem, Coral McInnes Buttsworth, Margaret Scriven, Simone Mathieu 2                                     |
| Daphne Akhurst Cozens, Betty Nuthall, Nancye Wynne Bolton, Anita Lizana, Dorothy Bundy, Emily Hood Westacott 1 |

### Années 1920
| Suzanne Lenglen, Helen Wills 11                                           |
| Molla Bjurstedt, Daphne Akhurst Cozens 4                                  |
| Margaret Molesworth, Kathleen McKane 2                                    |
| Sylvia Lance Harper, Julie Vlasto, Esna Boyd Robertson, Cornelia Bouman 1 |

### Années 1910
| Dorothea Douglass Chambers, Molla Bjurstedt 4          |
| Jeanne Matthey, Hazel Hotchkiss, Mary Kendall Browne 3 |
| Marguerite Broquedis 2                                 |
| Ethel Thomson, Suzanne Lenglen 1                       |

### Années 1900
| Kate Gillou Fenwick 4 |
| Elisabeth Moore, Dorothea Douglass Chambers, May Sutton Bundy 3 |
| Charlotte Cooper, Adine Masson 2 |
| Hélène Prévost, Blanche Bingley, Myrtle McAteer, P. Girod, Muriel Robb, Marion Jones, Helen Homans, Comtesse de Kermel, Evelyn Sears, Maud Barger Wallach, Jeanne Matthey, Dora Boothby, Hazel Hotchkiss 1 |

### Années 1890
| Lottie Dod, Blanche Bingley, Charlotte Cooper, Juliette Atkinson, Adine Masson 3        |
| Mabel Cahill 2                                                                          |
| Lena Rice, Ellen Roosevelt, Aline Terry, Helen Hellwig, Elisabeth Moore, Marion Jones 1 |

### Années 1880
| Maud Watson, Blanche Bingley, Lottie Dod, Bertha Townsend 2 |
| Ellen Hansell 1                                             |

## Statistiques

### Nombre de titres
Joueuses les plus titrées (au moins 3 titres)
Mis à jour après Wimbledon 2025.
| Joueur                  | Titres | Titres   | Premier  | Dernier  | Répartition par Grand Chelem | Répartition par Grand Chelem | Répartition par Grand Chelem | Répartition par Grand Chelem |
| Joueur                  | Total  | ère Open | Premier  | Dernier  | O.A.                         | R-G.                         | WIM                          | U.S.O.                       |
| ----------------------- | ------ | -------- | -------- | -------- | ---------------------------- | ---------------------------- | ---------------------------- | ---------------------------- |
| Margaret Smith Court    | 24     | 11       | 1960 OA  | 1973 USO | 11                           | 5                            | 3                            | 5                            |
| Serena Williams         | 23     | 23       | 1999 USO | 2017 OA  | 7                            | 3                            | 7                            | 6                            |
| Steffi Graf             | 22     | 22       | 1987 RG  | 1999 RG  | 4                            | 6                            | 7                            | 5                            |
| Helen Wills             | 19     | 0        | 1923 USO | 1938WIM  | 0                            | 4                            | 8                            | 7                            |
| Chris Evert             | 18     | 18       | 1974 RG  | 1986 RG  | 2                            | 7                            | 3                            | 6                            |
| / Martina Navrátilová   | 18     | 18       | 1978 WIM | 1990 WIM | 3                            | 2                            | 9                            | 4                            |
| Billie Jean King        | 12     | 8        | 1966 WIM | 1975 WIM | 1                            | 1                            | 6                            | 4                            |
| Maureen Connolly        | 9      | 0        | 1951 USO | 1954 WIM | 1                            | 2                            | 3                            | 3                            |
| / Monica Seles          | 9      | 9        | 1990 RG  | 1996 OA  | 4                            | 3                            | 0                            | 2                            |
| Suzanne Lenglen         | 8      | 0        | 1919 WIM | 1926 RG  | 0                            | 2                            | 6                            | 0                            |
| / Molla Bjurstedt       | 8      | 0        | 1915 USO | 1926 USO | 0                            | 0                            | 0                            | 8                            |
| Dorothea Douglass       | 7      | 0        | 1903 WIM | 1914 WIM | 0                            | 0                            | 7                            | 0                            |
| Maria Bueno             | 7      | 0        | 1959 WIM | 1966 USO | 0                            | 0                            | 3                            | 4                            |
| Evonne Goolagong        | 7      | 7        | 1971 RG  | 1980 WIM | 4                            | 1                            | 2                            | 0                            |
| Justine Henin           | 7      | 7        | 2003 RG  | 2007 USO | 1                            | 4                            | 0                            | 2                            |
| Venus Williams          | 7      | 7        | 2000 WIM | 2008 WIM | 0                            | 0                            | 5                            | 2                            |
| Blanche Bingley         | 6      | 0        | 1886 WIM | 1900 WIM | 0                            | 0                            | 6                            | 0                            |
| Margaret Osborne duPont | 6      | 0        | 1946 RG  | 1950 USO | 0                            | 2                            | 1                            | 3                            |
| Nancye Wynne Bolton     | 6      | 0        | 1937 OA  | 1951 OA  | 6                            | 0                            | 0                            | 0                            |
| Louise Brough           | 6      | 0        | 1947 USO | 1955 WIM | 1                            | 0                            | 4                            | 1                            |
| Doris Hart              | 6      | 0        | 1949 OA  | 1955 USO | 1                            | 2                            | 1                            | 2                            |
| Iga Świątek             | 6      | 6        | 2020 RG  | 2025 WIM | 0                            | 4                            | 1                            | 1                            |
| Lottie Dod              | 5      | 0        | 1887 WIM | 1893 WIM | 0                            | 0                            | 5                            | 0                            |
| Charlotte Cooper        | 5      | 0        | 1895 WIM | 1906 WIM | 0                            | 0                            | 5                            | 0                            |
| Daphne Akhurst          | 5      | 0        | 1925 OA  | 1930 OA  | 5                            | 0                            | 0                            | 0                            |
| Helen Hull Jacobs       | 5      | 0        | 1932 USO | 1936 WIM | 0                            | 0                            | 1                            | 4                            |
| Alice Marble            | 5      | 0        | 1936 USO | 1940 USO | 0                            | 0                            | 1                            | 4                            |
| Pauline Betz            | 5      | 0        | 1942 USO | 1946 USO | 0                            | 0                            | 1                            | 4                            |
| Althea Gibson           | 5      | 0        | 1956 RG  | 1958 USO | 0                            | 1                            | 2                            | 2                            |
| Martina Hingis          | 5      | 5        | 1997 OA  | 1999 OA  | 3                            | 0                            | 1                            | 1                            |
| Maria Sharapova         | 5      | 5        | 2004 WIM | 2014 RG  | 1                            | 2                            | 1                            | 1                            |
| Elisabeth Moore         | 4      | 0        | 1896 USO | 1905 USO | 0                            | 0                            | 0                            | 4                            |
| Hazel Hotchkiss         | 4      | 0        | 1909 USO | 1919 USO | 0                            | 0                            | 0                            | 4                            |
| Shirley Fry             | 4      | 0        | 1951 RG  | 1957 OA  | 1                            | 1                            | 1                            | 1                            |
| Hana Mandlíková         | 4      | 4        | 1980 OA  | 1987 OA  | 2                            | 1                            | 0                            | 1                            |
| Arantxa Sánchez Vicario | 4      | 4        | 1989 RG  | 1998 RG  | 0                            | 3                            | 0                            | 1                            |
| Kim Clijsters           | 4      | 4        | 2005 USO | 2011 OA  | 1                            | 0                            | 0                            | 3                            |
| Naomi Osaka             | 4      | 4        | 2018 USO | 2021 OA  | 2                            | 0                            | 0                            | 2                            |
| Juliette Atkinson       | 3      | 0        | 1895 USO | 1898 USO | 0                            | 0                            | 0                            | 3                            |
| May Sutton Bundy        | 3      | 0        | 1904 USO | 1907 WIM | 0                            | 0                            | 2                            | 1                            |
| Mary Kendall Browne     | 3      | 0        | 1912 USO | 1914 USO | 0                            | 0                            | 0                            | 3                            |
| Joan Hartigan           | 3      | 0        | 1933 OA  | 1936 OA  | 3                            | 0                            | 0                            | 0                            |
| Hilde Sperling          | 3      | 0        | 1935 RG  | 1937 RG  | 0                            | 3                            | 0                            | 0                            |
| Dorothy Round Little    | 3      | 0        | 1934 WIM | 1937 WIM | 1                            | 0                            | 2                            | 0                            |
| Angela Mortimer         | 3      | 0        | 1955 RG  | 1961 WIM | 1                            | 1                            | 1                            | 0                            |
| Darlene Hard            | 3      | 0        | 1960 RG  | 1961 USO | 0                            | 1                            | 0                            | 2                            |
| Ann Haydon-Jones        | 3      | 1        | 1961 RG  | 1969 WIM | 0                            | 2                            | 1                            | 0                            |
| Virginia Wade           | 3      | 3        | 1968 USO | 1977 WIM | 1                            | 0                            | 1                            | 1                            |
| Lindsay Davenport       | 3      | 3        | 1998 USO | 2000 OA  | 1                            | 0                            | 1                            | 1                            |
| Jennifer Capriati       | 3      | 3        | 2001 OA  | 2002 OA  | 2                            | 1                            | 0                            | 0                            |
| Angelique Kerber        | 3      | 3        | 2016 OA  | 2018 WIM | 1                            | 0                            | 1                            | 1                            |
| Ashleigh Barty          | 3      | 3        | 2019 RG  | 2022 OA  | 1                            | 1                            | 1                            | 0                            |
| Aryna Sabalenka         | 3      | 3        | 2023 OA  | 2024 USO | 2                            | 0                            | 0                            | 1                            |

### Records de l'ère Open
2 joueuses ont remporté le Grand Chelem : Steffi Graf en 1988 et Margaret Smith Court en 1970. En 1988, Steffi Graf remporte également la médaille d'or en simple dames aux jeux olympiques de Séoul, remportant ainsi le premier "Grand chelem doré" de l'histoire. Le tennis n'était pas au programme des JO du temps de Margaret Smith Court.
6 joueuses ont remporté les quatre tournois du Grand Chelem : Margaret Smith Court, Chris Evert, Martina Navrátilová, Steffi Graf, Serena Williams et Maria Sharapova.
1 joueuse a remporté chaque tournoi quatre fois : Steffi Graf. Serena Williams a remporté trois fois chaque tournoi. Chris Evert et Martina Navrátilová ont chacune remporté deux fois chaque tournoi.
11 joueuses ont remporté trois tournois différents : Evonne Goolagong, Billie Jean King, Virginia Wade, Hana Mandlíková, Monica Seles, Martina Hingis, Lindsay Davenport, Justine Henin, Angelique Kerber, Ashleigh Barty et Iga Świątek.

### Nombre de titres par pays depuis l'ère Open
Mis à jour après Wimbledon 2025.
| États-Unis : 90                                                |
| RFA/Allemagne : 25                                             |
| Australie : 24                                                 |
| Tchécoslovaquie/Tchéquie : 12                                  |
| Belgique : 11                                                  |
| / Yougoslavie/Serbie : 10                                      |
| Russie : 8                                                     |
| Espagne : 7                                                    |
| Royaume-Uni, Pologne : 6                                       |
| Biélorussie, France, Suisse : 5                                |
| Japon : 4                                                      |
| Roumanie : 3                                                   |
| Chine, Italie : 2                                              |
| Argentine, Canada, Croatie, Lettonie, Danemark, Kazakhstan : 1 |

### Articles similaires
- Liste des championnes de tennis vainqueurs en Grand Chelem en double
- Liste des champions de tennis vainqueurs en Grand Chelem en double mixte
- Liste des champions de tennis vainqueurs en Grand Chelem en simple
- Liste des champions de tennis vainqueurs en Grand Chelem en double